# Ойское
О́йское (тув. ой — провал, хак. ой — долина) — высокогорное озеро на юге Красноярского края, Россия.

## География
Озеро находится в пределах Западного Саяна, на территории природного парка Ергаки. Водоём располагается на восточной окраине хребта Кулумыс на высоте 1416 метров над уровнем моря. По восточному берегу проходит трасса Р-257, восточный берег имеет постепенный уклон, в отличие от западного с более резким понижением на глубину. Название дано по р. Оя, один из истоков которой берёт начало в Ойском озере. Максимальная глубина озера, предположительно, составляет 25 метров. Площадь озера составляет 0,56 км².

## Охрана
25 декабря 1985 года озеро было объявлено памятником природы регионального значения. Здесь встречаются ряд редких эндемичных и реликтовых видов, некоторые из них внесены в Красную книгу РФ. Массовые заросли образует Борец саянский. Более редки Вероника саянская, Борец Паско, Маралий корень и другие. Берега озера покрыты субальпийскими лугами, болотами, кедрово-пихтовыми субальпийскими редколесьями. Из лишайников тут встречаются такие редкие виды как Лобария лёгочная, Лобария сетчатая, Тукнерария Лаурера, Уснея длиннейшая и другие. Запрещена вырубка леса, строительные и горные работы, проезд любых видов транспорта; разрешена рекреационная деятельность, здесь проходит большое количество туристических маршрутов.

## Археологические находки
О наличии на территории озера исторических памятников свидетельствуют археологические находки из камня, бронзы и железа. В начале 1990-х годов охотниками в районе Оленьей Речки было найдено несколько бронзовых предметов, которые датируются VII-V веками до н. э. Студентами Красноярского педагогического университета было найдено несколько бронзовых оленей, относящихся к этому же периоду. В 1995 году на берегу озера были найдены кремнёвые отщепы, которые свидетельствовали о наличии в тех местах стоянки первобытных людей.